# Championnat d'Afrique du Sud de football 1997-1998
Navigation
Saison précédente Saison suivante
La saison 1997-1998 du Championnat d'Afrique du Sud de football est la deuxième édition du championnat de première division en Afrique du Sud. Les dix-huit meilleurs clubs du pays sont regroupés au sein d'une poule unique, où ils s'affrontent deux fois au cours de la saison, à domicile et à l'extérieur. À l'issue du championnat, les deux derniers du classement sont relégués et remplacés par les deux meilleures équipes de National First Division, la deuxième division sud-africaine.
C'est le club de Mamelodi Sundowns qui remporte le championnat cette saison, après avoir terminé en tête du classement final, avec cinq points d'avance sur Kaiser Chiefs et onze sur un trio composé des Orlando Pirates, des Cape Town Spurs et du tenant du titre, Manning Rangers. C'est le tout premier titre de champion d'Afrique du Sud de l'histoire du club, qui réussit même le doublé en battant Orlando Pirates en finale de la Coupe d'Afrique du Sud.

## Les 16 clubs participants
| - Manning Rangers - Kaizer Chiefs - Orlando Pirates - Bush Bucks - Anciennement Umtata Bucks - Hellenic FC - Mamelodi Sundowns - Jomo Cosmos - Cape Town Spurs - Supersport United | - Bloemfontein Celtic - Moroka Swallows - Wits University FC - Qwa Qwa Stars - AmaZulu FC - Vaal Professionals - Real Rovers - Engen Santos - Promu de National First Division - African Wanderers - Promu de National First Division |

## Compétition

### Classement
Le barème utilisé pour établir le classement est le suivant :
- Victoire : 3 points
- Match nul : 1 point
- Défaite : 0 point

| Rang | Équipe              | Pts | J  | G  | N  | P  | Bp | Bc | Diff |
| ---- | ------------------- | --- | -- | -- | -- | -- | -- | -- | ---- |
| 1    | Mamelodi Sundowns C | 68  | 34 | 19 | 11 | 4  | 48 | 25 | +23  |
| 2    | Kaizer Chiefs       | 63  | 34 | 17 | 12 | 5  | 52 | 35 | +17  |
| 3    | Orlando Pirates     | 57  | 34 | 15 | 12 | 7  | 52 | 33 | +19  |
| 4    | Cape Town Spurs     | 57  | 34 | 15 | 12 | 7  | 51 | 35 | +16  |
| 5    | Manning Rangers T   | 57  | 34 | 16 | 9  | 9  | 58 | 47 | +11  |
| 6    | Bush Bucks          | 54  | 34 | 14 | 12 | 8  | 42 | 38 | +4   |
| 7    | Jomo Cosmos         | 51  | 34 | 13 | 12 | 9  | 31 | 31 | 0    |
| 8    | Wits University FC  | 48  | 34 | 13 | 9  | 12 | 39 | 34 | +5   |
| 9    | Qwa Qwa Stars       | 46  | 34 | 12 | 10 | 12 | 33 | 34 | -1   |
| 10   | Hellenic FC         | 44  | 34 | 12 | 8  | 14 | 45 | 42 | +3   |
| 11   | Moroka Swallows     | 42  | 34 | 12 | 6  | 16 | 30 | 42 | -12  |
| 12   | Bloemfontein Celtic | 41  | 34 | 12 | 5  | 17 | 38 | 46 | -8   |
| 13   | Vaal Professionals  | 38  | 34 | 8  | 14 | 12 | 36 | 44 | -8   |
| 14   | Supersport United   | 36  | 34 | 7  | 15 | 12 | 34 | 37 | -3   |
| 15   | AmaZulu FC          | 33  | 34 | 8  | 9  | 17 | 36 | 46 | -10  |
| 16   | Engen Santos P      | 33  | 34 | 10 | 3  | 21 | 34 | 61 | -27  |
| 17   | African Wanderers P | 31  | 34 | 7  | 10 | 17 | 43 | 56 | -13  |
| 18   | Real Rovers         | 31  | 34 | 8  | 7  | 19 | 34 | 50 | -16  |

|  | Qualification pour la Ligue des champions 1999                |
|  | Qualification pour la Coupe des Coupes 1999                   |
|  | Relégation directe en National First Division                 |
|  | T Tenant du titre C : Vainqueur de la Coupe de Afrique du Sud |

## Bilan de la saison
| Championnat d'Afrique du Sud de football 1997-1998 |                               |
| Champion                                           | Mamelodi Sundowns (1er titre) |
| Coupes et trophées                                 |                               |
| Vainqueur de la Coupe d'Afrique du Sud 1997-1998   | Mamelodi Sundowns             |
| Qualifications continentales                       |                               |
| Ligue des champions 1999                           | Mamelodi Sundowns             |
| Coupe des Coupes 1999                              | Orlando Pirates               |
| Promotions et relégations                          |                               |
| Promus en Premier Soccer League                    | Dynamos FC                    |
| Promus en Premier Soccer League                    | Seven Stars Football Club     |
| Relégués en National First Division                | African Wanderers             |
| Relégués en National First Division                | Real Rovers                   |